# Jan Němeček (kameraman)
Jan Němeček (22. března 1926 Praha – 6. července 2004 Praha) byl český kameraman.
Po studiích fotografie na střední grafické škole začínal v roce 1945 pracovat ve Filmových laboratořích na Barrandově jakožto asistent trikové kamery. Od poloviny 50. let začal točit také hrané filmy nejprve jakožto asistent kamery. Coby samostatný kameraman poprvé natáčel v roce 1962, jednalo se o filmový debut Jiřího Hanibala Život bez kytary. Na počátku 70. let byl nucen v důsledku probíhající normalizace Barrandov na několik let opustit a pracovat pouze v Československé televizi. K natáčení celovečerních filmů se vrátil v roce 1977 ve snímku Ať žijí duchové!. V roce 1986 musel v důsledku nemoci své práce kameramana zanechat úplně.

## Filmografie, výběr

### Film
- 1962 Život bez kytary (režie: Jiří Hanibal)
- 1963 Černý Petr (režie: Miloš Forman)
- 1965 Nikdo se nebude smát
- 1966 Smrt za oponou
- 1966 Kdo chce zabít Jesii? (režie: Václav Vorlíček)
- 1966 Vražda po našem
- 1967 Soukromá vichřice
- 1968 Nebeští jezdci (režie: Jindřich Polák)
- 1969 Já, truchlivý bůh (režie: Antonín Kachlík)
- 1977 Ať žijí duchové! (režie: Oldřich Lipský)
- 1978 Tajemství Ocelového města (režie: Ludvík Ráža)
- 1981 Divoký koník Ryn
- 1983 Dva kluci v palbě
- 1986 Kam doskáče ranní ptáče

### Televize
- 1973 Míša Kulička (dětský televizní seriál)